# Die Brandenburger in Böhmen
Die Brandenburger in Böhmen (tschechisch Braniboři v Čechách) ist eine Oper in drei Akten von Bedřich Smetana. Der Text wurde von Karel Sabina nach einem historischen Roman von Josef Kajetán Tyl verfasst.
Smetana schrieb die Oper in den Jahren 1862 und 1863. Die Uraufführung fand am 5. Januar 1866 am České Prozatímní Divadlo (Interimstheater Prag) statt. Mit diesem Werk gewann der Komponist ein Preisausschreiben für die erste nationale Oper. Nach einem großen Erfolg am Anfang konnte sich das Werk nicht auf der Bühne halten. Heute wird die Oper ab und zu gespielt.
Die Oper spielt in Prag um 1279, sie handelt von der brandenburgischen Eroberung Prags.

## Historischer Hintergrund
1278 wurde der böhmische König Ottokar II. Přemysl im Kampf mit Rudolf von Habsburg getötet. Seine Witwe, Kunigunde von Halitsch, holte daraufhin den Neffen von Ottokars Schwager Otto III., Markgraf Otto IV. von Brandenburg, zu Hilfe. Otto IV. kam mit einer großen Armee, und so zog sich Rudolf von Habsburg aus Böhmen zurück. Die Brandenburger führten sich auf, als wären sie Sieger im Feindesland, sie sperrten Kunigunde und ihren siebenjährigen Sohn in der Burg Velký Bezděz (Bösig) ein, und Rudolf von Habsburg unterzeichnete einen Vertrag mit den Brandenburgern, die so für fünf Jahre die Herrscher in Böhmen wurden. Dazu kam, dass es in Böhmen zu dieser Zeit eine Hungersnot gab.

## Handlung

### Erster Akt
Erstes Bild
Nach einer sehr kurzen Ouvertüre beginnt das erste Bild auf dem Anwesen des Bürgermeisters von Prag, Wolfram Olbramovič. Dieser berät sich mit seinen Gästen, was gegen die Brandenburger zu tun sei. Die Mehrheit der Anwesenden will sie angreifen, doch der Bürgermeister tritt für eine friedliche Lösung ein. Plötzlich kommt der junge Junoš und benachrichtigt die Leute von Plünderungen. Nach der Abreise der Bürger lehnt die Tochter des Bürgermeisters, Ludiše, ein Heiratsangebot des deutschen Bürgers Tausendmark ab. Daraufhin gesellt sich dieser den sich in der Nähe aufhaltenden plündernden Brandenburgern bei.
Zweites Bild
Das zweite Bild spielt auf einem großen Platz in der Hauptstadt. Das aufgebrachte Volk bestimmt den Leibeigenen Jirka zu ihrem Befehlshaber. Der Bürger Tausendmark kommt mit Ludiše und der Truppe an. Jirka will das Mädchen aus der Gewalt Tausendmarks erlösen. Der Bürgermeister verhindert eine Prügelei im letzten Moment. Tausendmark bezichtigt Jirka, Ludiše geraubt zu haben. Der Bürgermeister lässt Jirka einsperren.

### Zweiter Akt
Erstes Bild
In einem Dorf in der Nähe von Prag flüchten die hungrigen Bauern vor den Plünderern in den Wald. Dort sprechen sie ein Gebet und bitten Gott um Befreiung. Ein Bote aus der Stadt berichtet, dass die Schreckensherrschaft in drei Tagen vorbei sei. Ein Bauer wird nach Prag gesendet, um den Bürgermeister dazu zu bringen, ein hohes Lösegeld für seine Töchter zu entrichten.
Zweites Bild
Bei Gericht wird Jirka wegen der Entführung verurteilt, er soll hingerichtet werden. Der Bürgermeister gibt Tausendmark den Auftrag, die Freilassung seiner Kinder zu veranlassen.
Drittes Bild
Im Garten eines Bauernhauses hoffen die drei Töchter des Bürgermeisters auf eine Botschaft, als Junoš erscheint. Das Publikum erfährt, dass dieser eigentlich Ludišes Liebhaber ist. Nach einem Duett der beiden droht ihnen der Bewacher Wareman, dass er die drei verkaufen werde, falls kein Lösegeld eintrifft.

### Dritter Akt
Tausendmark kommt anstelle eines Herolds aus der Stadt, entrichtet das Lösegeld und will gemeinsam mit Ludiše Böhmen verlassen. Warneman verabscheut den Bürger, und Tausendmarks Plan fällt ins Wasser. Jirka wurde inzwischen von Junoš aus dem Gefängnis geholt und versammelt das Volk, um die drei Gefangenen zu befreien. Dabei verhaften sie auch Tausendmark.